# Sabana de Piedra (paroisse civile)
Pour les articles homonymes, voir Sabana et Sabana de Piedra.
Sabana de Piedra est l'une des six divisions territoriales et statistiques et l'une des cinq paroisses civiles de la municipalité de Caripe dans l'État de Monagas au Venezuela. Sa capitale est Sabana de Piedra.